# Palicourea salicifolia
Palicourea salicifolia är en måreväxtart som beskrevs av Paul Carpenter Standley. Palicourea salicifolia ingår i släktet Palicourea och familjen måreväxter. Inga underarter finns listade i Catalogue of Life.